# Belin-Béliet
Belin-Béliet är en kommun i departementet Gironde i regionen Nouvelle-Aquitaine i sydvästra Frankrike. Kommunen ligger i kantonen Belin-Béliet som tillhör arrondissementet Arcachon. År 2022 hade Belin-Béliet 6 205 invånare.

## Befolkningsutveckling
Antalet invånare i kommunen Belin-Béliet
Referens:INSEE